# Кіровський (Курська область)
Кіровський  (рос. Кировский) — робітниче селище в Пристенському районі Курської області Російської Федерації.
Населення становить 2447 осіб. Входить до складу муніципального утворення селище Кіровський.

## Історія
Населений пункт розташований на території українського етнічного та культурного краю Східна Слобожанщина.
Від 2004 року входить до складу муніципального утворення селище Кіровський.

## Населення
| 1979  | 1989  | 2002  | 2009  | 2010  | 2012  | 2013  |
| ----- | ----- | ----- | ----- | ----- | ----- | ----- |
| 4247  | ↘3951 | ↘3114 | ↘2768 | ↗2776 | ↘2714 | ↘2669 |
| 2014  | 2015  | 2016  | 2017  | 2018  | 2019  | 2020  |
| ↘2635 | ↘2628 | ↘2622 | ↘2598 | ↘2587 | ↘2516 | ↘2462 |
| 2021  |       |       |       |       |       |       |
| ↘2447 |       |       |       |       |       |       |